# Ordoni II de Lleó
Ordoni II de Lleó i I de Galícia (v 873 - 924) fou infant d'Astúries i rei de Galícia (910-924) i rei de Lleó (914-924).

## Orígens familiars
Fill segon d'Alfons III d'Astúries i la seva muller Ximena de Pamplona. A la mort del seu pare va rebre el Regne de Galícia mentre que a la mort del seu germà Garcia I de Lleó va rebre el Regne de Lleó.

## Vida política
Va continuar en dos fronts la política d'expansió territorial portada a terme en els regnats anteriors. En l'àrea occidental va arribar fins a Évora i Mèrida, saquejant ambdues ciutats. El governador musulmà es va veure obligat a comprar la seva retirada.
En l'àrea oriental, es va unir a Sanç I de Navarra contra l'emir cordovès Abd al-Rahman III. Els musulmans van ser derrotats en San Esteban de Gormaz el 917, provocant que les ciutats d'Arnedo i Calahorra fossin preses l'any següent de mans dels Banu Qasi. La reacció d'Abd al-Rahman III no es va fer esperar i l'any 920 va organitzar un exèrcit que va recuperar Osma i San Esteban de Gormaz, penetrant a Navarra i derrotant els cristians a la batalla de Valdejunquera el 920, quedant captius els bisbes de Tui i Salamanca.
Ordoni I va atribuir la derrota a l'absència del comte de Castella, a qui havia convocat i no va acudir. La contraofensiva cristiana va ser imminent, ocupant La Rioja i incorporant-se el Regne de Navarra les zones de Nájera i Viguera.
Va sofrir també les freqüents ràtzies cordoveses, amb les quals es van assolar les terres cristianes frontereres. Així mateix es va enfrontar als comtes castellans que començaven a donar mostres d'una creixent rebel·lia respecte del regne de Lleó.

## Núpcies i descendents
Entre l'any 895 es casà amb Elvira, filla del comte Ermenegild i Ermessenda Gatonez. D'aquest matrimoni nasqueren:
- l'infant Sanç Ordoni (v 895-929), rei de Galícia
- l'infant Alfons IV de Lleó (v 899-933), rei de Lleó
- l'infant Ramir II de Lleó (v 900-951), rei de Lleó

El 922 es casà amb Aragonta, filla del comte Gonçal Betotez i Teresa Eriz. Aquell mateix es divorciaren.
El 923 es casà amb Sança de Pamplona, filla del rei Sanç I de Navarra. D'aquest matrimoni no tingueren fills
Amb Ordoni II, acaba el regne d'Astúries i comença el de Lleó. A la seva mort el gener de l'any 924 el succeí el seu germà Fruela II d'Astúries al Regne de Lleó mentre el seu fill Sanç Ordoni es feia amb el Regne de Galícia.